# Усинское сельское поселение (Татарстан)
Усинское се́льское поселе́ние — муниципальное образование в Актанышском районе Татарстана Российской Федерации.
Административный центр — деревня Качкиново.

## История
Статус и границы сельского поселения установлены Законом Республики Татарстан от 31 января 2005 года № 13-ЗРТ «Об установлении границ территорий и статусе муниципального образования „Актанышский муниципальный район“ и муниципальных образований в его составе».

## Население
| 2010 | 2011 | 2012 | 2013 | 2014 | 2015 | 2016 |
| ---- | ---- | ---- | ---- | ---- | ---- | ---- |
| 566  | ↘565 | ↘550 | ↘547 | ↘513 | ↗514 | ↘504 |
| 2017 | 2018 | 2019 | 2020 |      |      |      |
| ↘494 | ↘478 | ↘467 | ↘465 |      |      |      |

## Состав сельского поселения
| № | Населённый пункт | Тип населённого пункта          | Население |
| - | ---------------- | ------------------------------- | --------- |
| 1 | Качкиново        | деревня, административный центр |           |
| 2 | Усы              | село                            |           |